# Неданово (Польща)
Недано́во (пол. Niedanowo, нім. Niedenau) — село в Польщі, у гміні Козлово Нідзицького повіту Вармінсько-Мазурського воєводства.
Населення — 199 осіб (2011).

## Демографія
Демографічна структура станом на 31 березня 2011 року:
|          | Загалом | Допрацездатний вік | Працездатний вік | Постпрацездатний вік |
| -------- | ------- | ------------------ | ---------------- | -------------------- |
| Чоловіки | 99      | 25                 | 70               | 4                    |
| Жінки    | 100     | 24                 | 59               | 17                   |
| Разом    | 199     | 49                 | 129              | 21                   |